# Chi Hyun Chung

Chi Hyun Chung (August 2019)

Chi Hyun Chung (* 7. März 1970 in Gwangju, Südkorea) ist ein rechtsgerichteter bolivianischer Politiker südkoreanischer Abstammung.

## Biographie
Chung wurde 1970 in Gwangju geboren, übersiedelte jedoch zusammen mit seiner Familie im Alter von zwölf Jahren nach Bolivien. Seine Eltern waren als presbyterianische Missionare tätig und er hat zwei Brüder. In Bolivien studierte er Medizin und arbeitete als Chirurg und evangelikaler Pastor. 1999 wurde ihm in Bolivien die Staatsbürgerschaft verliehen.
Er ist Vorsitzender des General Assembly of The United Presbyterian Church in America.
Chung ist mit einer Koreanerin verheiratet und hat vier Kinder.

## Politische Karriere
Überregionale Bekanntheit erreichte Chung im August 2019, als er sich im Zuge der Präsidentschaftswahlen in Bolivien 2019 als Kandidat der rechtsgerichteten Partido Demócrata Cristiano gegen Amtsinhaber Evo Morales bewarb. Ursprünglich wollte die Partei den ehemaligen Präsidenten Jaime Paz Zamora in das Rennen schicken. Dieser zog seine Bewerbung jedoch zurück. Als Motivation für seine Bewerbung gab er die Inkompetenz der amtierenden Regierung, den steigenden Zentralismus in Bolivien sowie die Sorge vor einer Umwandlung Boliviens in ein kommunistisches System wie in Nordkorea an. Chung war neben dem ehemaligen Vizepräsidenten Víctor Hugo Cárdenas der zweite evangelikale Kandidat im Rennen um die Präsidentschaft. Als seine Vizepräsidentschaftskandidatin bewarb sich Paola Barriga.
Seine Politik ist stark religiös geprägt. Darüber hinaus lehnt Chung die Ideologie des Feminismus ab und sieht Homosexualität sowie mehr Rechte für die LGBT-Community als kritisch an. Im Vorfeld der Wahl wurde seine Zielgruppe als ländlich und religiös geprägt beschrieben. Vor allem unter Mitgliedern von Protestantischen Kirchen  wurde eine Zustimmung zu Chungs Politik erwartet. Er gilt als Anhänger der Freien Marktwirtschaft sowie des Föderalismus und bezeichnet sich selbst als christlicher Kapitalist. Erreichen möchte Chung, dass Bolivien das Israel Südamerikas genannt wird. Zudem nutzte er bei Wahlkampfauftritten neben der Flagge Boliviens auch die Flagge Israels.
Aufgrund seines politischen Programmes wird er auch als Boliviens Jair Bolsonaro bezeichnet. Zudem wird er mit dem ehemaligen peruanischen Präsidenten Alberto Fujimori verglichen, dessen Familie aus Japan stammte. Unter seinen Anhängern wird Chung zumeist Dr. Chi genannt.
Sein starkes Abschneiden bei den Wahlen, wo er laut offiziellem Wahlergebnis fast 9 % der Stimmen und den dritten Rang hinter Präsident Evo Morales und dem früheren Präsidenten Carlos Mesa erreichen konnte, wurde als Überraschungserfolg angesehen.
Chung gilt als erste koreanischstämmige Person, die sich in einem Land außerhalb Koreas um das Amt eines Staatspräsidenten beworben hat.